# مونيك لورو
مونيك لورو (بالفرنسية: Monique le Roux)‏ هي مبارزة بالسيف فرنسية، ولدت في 17 أغسطس 1938 في باريس في فرنسا، وتوفيت في 1985.

## وصلات خارجية
- مونيك لورو على موقع أوليمبيديا (الإنجليزية)